# Зовнішня торгівля України
Зо́внішня торгі́вля Украї́ни — діяльність суб'єктів господарської діяльності України та інших держав, яка здійснюється як на території України, так і за її межами і яка зводиться до посередництва між виробниками і споживачами зі здійснення угод купівлі-продажу товарів або послуг. Зовнішня торгівля України поділяється на експортну (вивізну) — рух товарів або послуг від українського виробника до іноземних споживачів, та імпортну (ввізну) — рух товарів/послуг від іноземного виробника до українських споживачів.

## Зовнішньоекономічна торгівля України з 1992 року

### Стан  зовнішньої торгівлі товарами у 2023 році
Дефіцит зовнішньої торгівлі товарами України в січні-жовтні цього року становив 22,4 млрд дол., що у понад три рази більше, ніж торішній за аналогічний період. 
За 10 місяців 2023 року товарообіг сягнув 82 млрд дол. При цьому в Україну імпортували товарів на суму 52,2 млрд дол., а експортували - на суму 29,8 млрд дол. Оподаткований імпорт становив 43,4 млрд дол., що становить 83% загальних обсягів імпортованих товарів.
Країни, з яких найбільше імпортували товарів до України:
- Китай - 8,4 млрд дол.,
- Польща - 5,5 млрд дол.,
- Німеччина - 4,1 млрд дол.

Експортували з України найбільше до:
- Польщі - на 4,1 млрд дол.,
- Румунії - на 3,3 млрд дол.,
- Туреччини - на 2 млрд дол.

У загальних обсягах ввезених у січні-жовтні 2023 року товарів 65% становили такі категорії товарів:
- машини, устаткування та транспорт - 16 млрд дол.,
- продукція хімічної промисловості - 9,3 млрд дол.,
- паливно-енергетичні товари - 8,7 млрд дол.

До трійки найбільш експортованих з України товарів увійшли:
- продовольчі товари - 17,7 млрд дол.,
- метали та вироби з них - 3,3 млрд дол.,
- машини, устаткування та транспорт - 2,5 млрд дол. [1]

В України не вийшло виконати усі зобов’язання перед імпортерами української агропродукції. Станом на початок грудня 2023 року вдалося експортувати лише близько половини запланованих обсягів.

### Динаміка зовнішної торгівля України за період 1992 -2022 рр
| Рік                          | 1992     | 1993     | 1994      | 1995      | 1996     | 1997     | 1998     | 1999     | 2000     | 2001     | 2002     |
| ---------------------------- | -------- | -------- | --------- | --------- | -------- | -------- | -------- | -------- | -------- | -------- | -------- |
| Зовнішньоторгівельний оборот | 33 992 ▲ | 34 182 ▲ | 38 858 ▲  | 46 878 ▲  | 37 955 ▼ | 37 516 ▼ | 32 564 ▼ | 28 155 ▼ | 33 168 ▲ | 36 732 ▲ | 40 181 ▲ |
| Експорт товарів та послуг    | 17 732 ▲ | 16 988 ▼ | 18 597 ▲  | 22 696 ▲  | 19 147 ▼ | 18 970 ▼ | 16 457 ▼ | 15 196 ▼ | 18 060 ▲ | 19 809 ▲ | 22 012 ▲ |
| Імпорт товарів та послуг     | 16 260 ▲ | 17 194 ▲ | 20 261 ▲  | 24 182 ▲  | 18 808 ▼ | 18 546 ▼ | 16 107 ▼ | 12 959 ▼ | 15 108 ▲ | 16 923 ▲ | 18 169 ▲ |
| сальдо                       | 1 472 ▼  | - 206 ▼  | - 1 664 ▼ | - 1 486 ▲ | 339 ▲    | 424 ▲    | 350 ▼    | 2 237 ▲  | 2 952 ▲  | 2 886 ▼  | 3 843 ▲  |

| Рік                          | 2003     | 2004     | 2005     | 2006      | 2007      | 2008       | 2009      | 2010      | 2011      | 2012      |
| ---------------------------- | -------- | -------- | -------- | --------- | --------- | ---------- | --------- | --------- | --------- | --------- |
| Зовнішньоторгівельний оборот | 51 807 ▲ | 69 035 ▲ | 79 498 ▲ | 94 628 ▲  | 123 938 ▲ | 170 746 ▲  | 99 911 ▼  | 129 378 ▲ | 170 962 ▲ | 173 701 ▲ |
| Експорт товарів та послуг    | 27 328 ▲ | 37 980 ▲ | 40 422 ▲ | 45 874 ▲  | 58 287 ▲  | 78 744 ▲   | 49 301 ▼  | 63 190 ▲  | 82 107 ▲  | 82 337 ▲  |
| Імпорт товарів та послуг     | 24 479 ▲ | 31 055 ▲ | 39 076 ▲ | 48 754 ▲  | 65 651 ▲  | 92 002 ▲   | 50 610 ▼  | 66 188 ▲  | 88 855 ▲  | 91 364 ▲  |
| сальдо                       | 2 849 ▼  | 6 925 ▲  | 1 346 ▼  | - 2 880 ▼ | - 7 364 ▼ | - 13 258 ▼ | - 1 309 ▲ | - 2 998 ▼ | - 6 748 ▼ | - 9 027 ▼ |

| Рік                          | 2013      | 2014*     | 2015*    | 2016*    | 2017*     | 2018*     | 2019      | 2020     | 2021 | 2022 |
| ---------------------------- | --------- | --------- | -------- | -------- | --------- | --------- | --------- | -------- | ---- | ---- |
| Зовнішньоторгівельний оборот | 162 721 ▼ | 126 224 ▼ | 89 231 ▼ | 89 433 ▲ | 107 285 ▲ | 122 142 ▲ | 132 609 ▲ | 118 340▼ |      |      |
| Експорт товарів та послуг    | 78 148 ▼  | 65 423 ▼  | 46 648 ▼ | 44 885 ▼ | 52 330 ▲  | 59 195 ▲  | 65 298 ▲  | 59 042▼  |      |      |
| Імпорт товарів та послуг     | 84 573 ▼  | 60 802 ▼  | 42 583 ▼ | 44 548 ▲ | 54 955 ▲  | 62 947 ▲  | 67 312 ▲  | 59 298▼  |      |      |
| сальдо                       | - 6 425 ▲ | 4 621 ▲   | 4 065 ▼  | 337 ▼    | - 2 625▼  | - 3 752▼  | - 2 014▲  | - 255,5▲ |      |      |

* — 2014-2018 роки не враховано окуповані Росією території України.

## Експорт

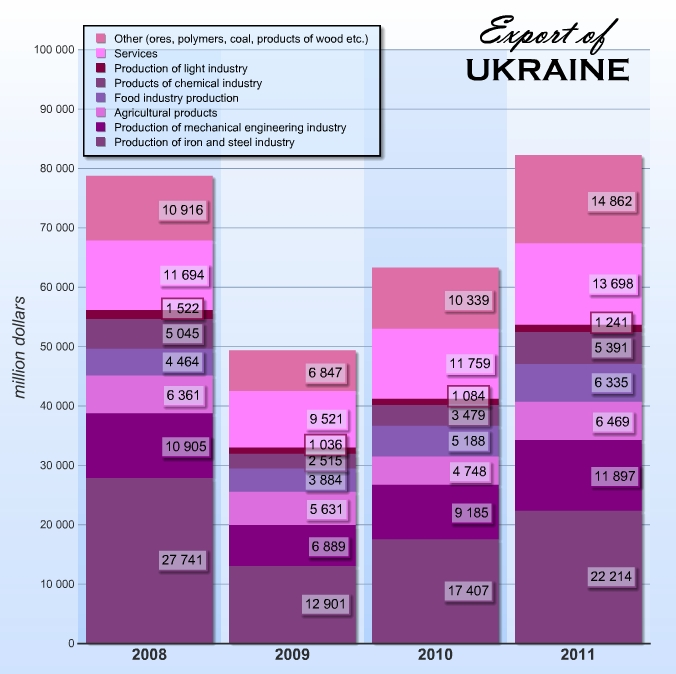
Структура експорту України за даними Держкомстату

Металургія, сільське господарство, машинобудівна та хімічна промисловості дають понад 80% українського експорту[джерело?].
Особливістю експортоорієнтованих галузей України є їх високий рівень залежності від кон'юнктурних коливань на світових ринках.
В останні роки[коли?] обсяг експорту з України нарощується за рахунок сприятливої кон'юнктури світових ринків та постійного зростання цін у першу чергу на:
- Чорні та кольорові метали,
- продовольчі товари (зерно, насіння соняшника),
- хімікати,
- окремі види продукції машинобудування (верстати[джерело?], транспортні засоби, зброя).

Набуття Україною у травні 2008 р. членства в СОТ зробило Україну рівноправним партнером на світових товарних ринках. У результаті було скасовані окремі обмеження та лібералізовані умови доступу на зовнішні ринки для цілого ряду українських товарів металургійної, хімічної, машинобудівної галузей та сільського господарства.
Через системну внутрішню та світову фінансово-економічну кризу в 2009 р. обсяги експорту скоротилися майже вдвічі і досягли рівня 2005–2006 років. В 2010–2011 рр. у результаті стабілізації основних експортних ринків України відбулось поступове відновлення експорту, який у 2011 році майже на 4 млрд. доларів США перевершив рекордний експорт 2008 року і сягнув майже 83 млрд(?).
Для України характерні низькі показники експорту високотехнологічних товарів та послуг. Це віддзеркалює недосконалу структуру конкурентних переваг української економіки, яка базується передусім на цінових факторах та порівняльних перевагах у вартості природних ресурсів та робочої сили. При цьому не використовуються належним чином наявні високотехнологічні можливості окремих галузей промисловості.

### Експорт товарів 2012 р
Розвиток виробництва товарів з високою доданою вартістю є головним пріоритетом у створенні бази для нарощування обсягів та поліпшення структури українського експорту в напрямі збільшення в ньому питомої ваги високотехнологічних товарів.
Основні експортні товари України у 2012 р.:
|                                                         | експорт, $ США, млн | у % до 2019р. | у % до загальної вартості товарного експорту |
| ------------------------------------------------------- | ------------------- | ------------- | -------------------------------------------- |
| чорні метали                                            | 15 340              | 83,1          | 22,3                                         |
| зернові культури                                        | 7 000               | 193,5         | 10,2                                         |
| жири та олії тваринного або рослинного походження       | 4 211               | 124,0         | 6,1                                          |
| залізничні локомотиви                                   | 4 107               | 107,9         | 6,0                                          |
| реактори ядерні, котли, машини                          | 3 795               | 106,3         | 5,5                                          |
| палива мінеральні; нафта і продукти її перегонки        | 3 640               | 64,0          | 5,3                                          |
| руди, шлак і зола                                       | 3 306               | 84,4          | 4,8                                          |
| електричні машини                                       | 3 232               | 101,3         | 4,7                                          |
| вироби з чорних металів                                 | 2 837               | 99,7          | 4,1                                          |
| добрива                                                 | 1 791               | 98,4          | 2,6                                          |
| насіння і плоди олійних рослин                          | 1 754               | 122,2         | 2,5                                          |
| продукти неорганічної хімії                             | 1 696               | 94,5          | 2,5                                          |
| деревина і вироби з деревини                            | 1 060               | 98,3          | 1,5                                          |
| папір та картон                                         | 1 008               | 104,6         | 1,5                                          |
| літальні апарати                                        | 926                 | 287,7         | 1,3                                          |
| залишки і відходи харчової промисловості                | 878                 | 140,1         | 1,3                                          |
| пластмаси, полімерні матеріали                          | 780                 | 102,0         | 1,1                                          |
| сіль; сірка; землі та каміння                           | 705                 | 108,1         | 1,0                                          |
| какао та продукти з нього                               | 662                 | 98,0          | 1,0                                          |
| молоко та молочні продукти, яйця птиці; натуральний мед | 612                 | 87,0          | 0,9                                          |
| засоби наземного транспорту, крім залізничного          | 585                 | 92,4          | 0,9                                          |
| меблі                                                   | 509                 | 114,1         | 0,7                                          |
| органічні хімічні сполуки                               | 398                 | 60,9          | 0,6                                          |
| одяг та додаткові речі до одягу, текстильні             | 397                 | 82,5          | 0,6                                          |
| алкогольні й безалкогольні напої та оцет                | 385                 | 100,5         | 0,6                                          |
| готові продукти із зерна                                | 377                 | 111,3         | 0,5                                          |
| екстракти дубильні                                      | 363                 | 99,6          | 0,5                                          |
| судна                                                   | 345                 | 371,9         | 0,5                                          |
| цукор і кондитерські вироби з цукру                     | 341                 | 141,1         | 0,5                                          |
| продукти переробки овочів                               | 323                 | 141,7         | 0,5                                          |
| м’ясо та їстівні субпродукти                            | 316                 | 159,6         | 0,5                                          |
| керамічні вироби                                        | 304                 | 123,3         | 0,4                                          |
| прилади та апарати оптичні, фотографічні                | 294                 | 105,6         | 0,4                                          |
| тютюн і промислові замінники тютюну                     | 266                 | 114,8         | 0,4                                          |
| фармацевтична продукція                                 | 243                 | 124,8         | 0,4                                          |
| каучук, ґума                                            | 220                 | 127,0         | 0,3                                          |
| інше                                                    | 3 801               |               | 5,6                                          |
| всього                                                  | 68 810              | 100,6         | 100,0                                        |

### Експорт послуг
Вартість експортованих у 2012 році послуг становила трохи більше 14 млрд. $, що складало близько 17% загальної вартості експорту.
|        | експорт, $ США, млн | у % до 2011р. | у % до загальної вартості експорту послуг |
| ------ | ------------------- | ------------- | ----------------------------------------- |
|        |                     |               |                                           |
| всього | 14 096              | 99,4          | 100,0                                     |

## Імпорт

### Товарний імпорт
Основні імпортні товари України у 2012 р.:
|                                                                           | імпорт, $ США, млн | у % до 2019р. | у % до загальної вартості імпорту |
| ------------------------------------------------------------------------- | ------------------ | ------------- | --------------------------------- |
| палива мінеральні; нафта і продукти її перегонки                          | 26 193             | 91,6          | 30,9                              |
| реактори ядерні, котли, машини                                            | 7 227              | 101,6         | 8,5                               |
| електричні машини                                                         | 5 952              | 104,7         | 7,0                               |
| засоби наземного транспорту, крім залізничного                            | 5 949              | 109,3         | 7,0                               |
| пластмаси, полімерні матеріали                                            | 3 414              | 100           | 4,0                               |
| фармацевтична продукція                                                   | 3 308              | 114,9         | 3,9                               |
| чорні метали                                                              | 2 299              | 82,8          | 3.1                               |
| папір та картон                                                           | 1 575              | 99,5          | 1,9                               |
| різноманітна хімічна продукція                                            | 1 299              | 107,1         | 1,5                               |
| вироби з чорних металів                                                   | 1 283              | 108,3         | 1,5                               |
| прилади та апарати оптичні, фотографічні                                  | 1 187              | 116,5         | 1,4                               |
| їстівні плоди та горіхи                                                   | 1 130              | 165,3         | 1,3                               |
| каучук, ґума                                                              | 1 053              | 97,1          | 1,2                               |
| судна                                                                     | 1 012              | 516,4         | 1,2                               |
| залізничні локомотиви                                                     | 999                | 201,6         | 1,2                               |
| органічні хімічні сполуки                                                 | 920                | 97,8          | 1,1                               |
| руди, шлак і зола                                                         | 884                | 90            | 1,0                               |
| ефірні олії                                                               | 858                | 104,5         | 1,0                               |
| добрива                                                                   | 780                | 107,4         | 0,9                               |
| взуття                                                                    | 757                | 225,7         | 0,9                               |
| м’ясо та їстівні субпродукти                                              | 722                | 247,1         | 0,9                               |
| риба i ракоподібні                                                        | 688                | 136           | 0,8                               |
| одяг та додаткові речі до одягу, текстильні                               | 616                | 242,3         | 0,7                               |
| різні харчові продукти                                                    | 594                | 100,2         | 0,7                               |
| меблі                                                                     | 550                | 113,6         | 0,6                               |
| тютюн і промислові замінники тютюну                                       | 508                | 106,3         | 0,6                               |
| екстракти дубильні                                                        | 502                | 104,3         | 0,6                               |
| перли природні або культивовані, дорогоцінне або напівдорогоцінне каміння | 493                | 66,4          | 0,6                               |
| алкогольні й безалкогольні напої та оцет                                  | 493                | 117,1         | 0,6                               |
| алюміній i вироби з нього                                                 | 491                | 100,1         | 0,6                               |
| сіль; сірка; землі та каміння                                             | 465                | 105,2         | 0,5                               |
| одяг та додаткові речі до одягу, трикотажні                               | 455                | 166,2         | 0,5                               |
| какао та продукти з нього                                                 | 450                | 91,4          | 0,5                               |
| мило, поверхнево-активні органічні речовини                               | 435                | 98,9          | 0,5                               |
| жири та олії тваринного або рослинного походження                         | 406                | 86,7          | 0,5                               |
| скло та вироби із скла                                                    | 399                | 96,9          | 0,5                               |
| керамічні вироби                                                          | 370                | 93,6          | 0,4                               |
| насіння і плоди олійних рослин                                            | 359                | 125,7         | 0,4                               |
| деревина і вироби з деревини                                              | 349                | 93,2          | 0,4                               |
| вироби з каменю, гіпсу, цементу                                           | 338                | 96,8          | 0,4                               |
| іграшки                                                                   | 335                | 148,6         | 0,4                               |
| кава, чай                                                                 | 322                | 105           | 0,4                               |
| інше                                                                      | 6 238              |               | 7,4                               |
| всього                                                                    | 84 658             | 102,5         | 100,0                             |

## Географічна структура

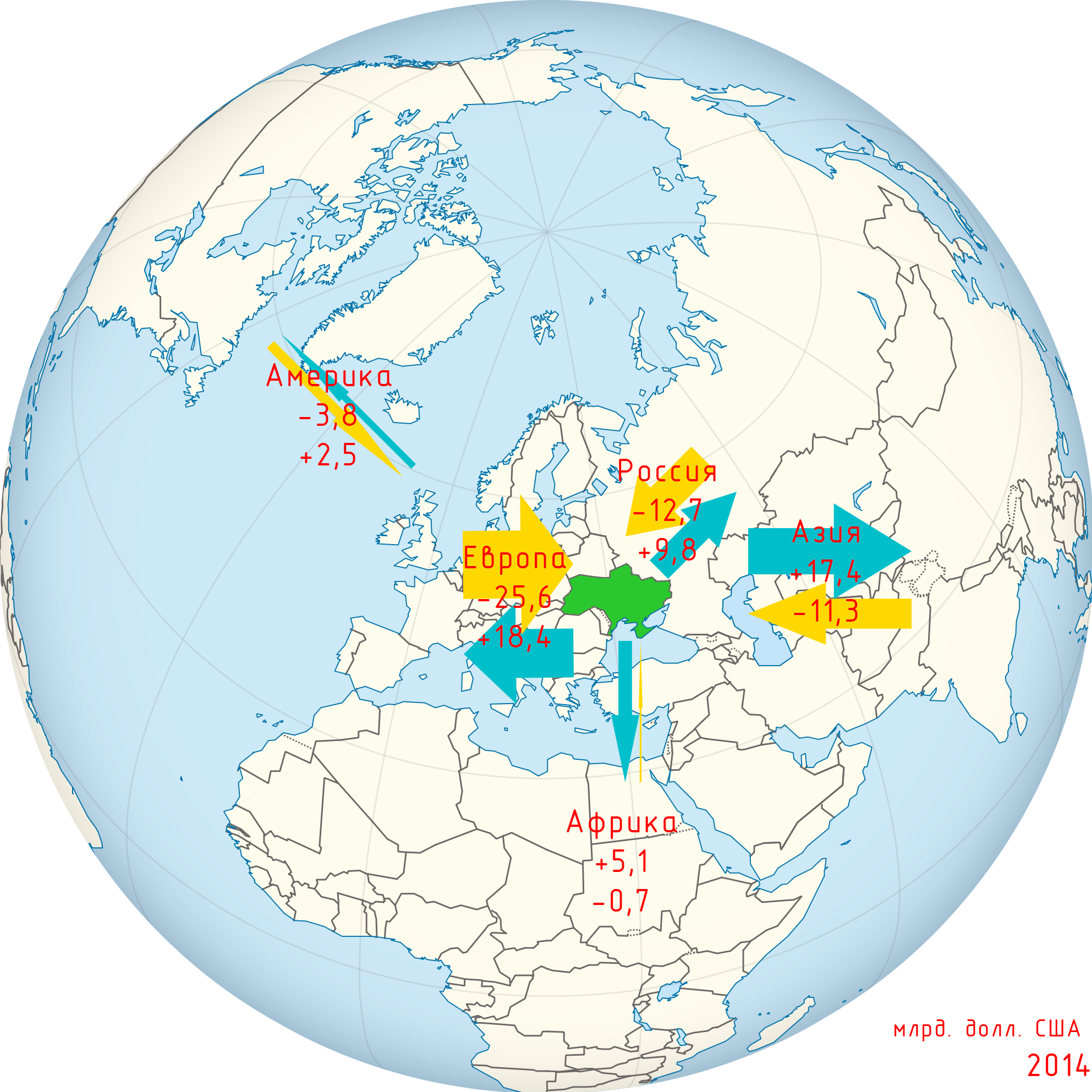
структура торгівлі за континентами, 2014

географічна структура експорту 1998—2015

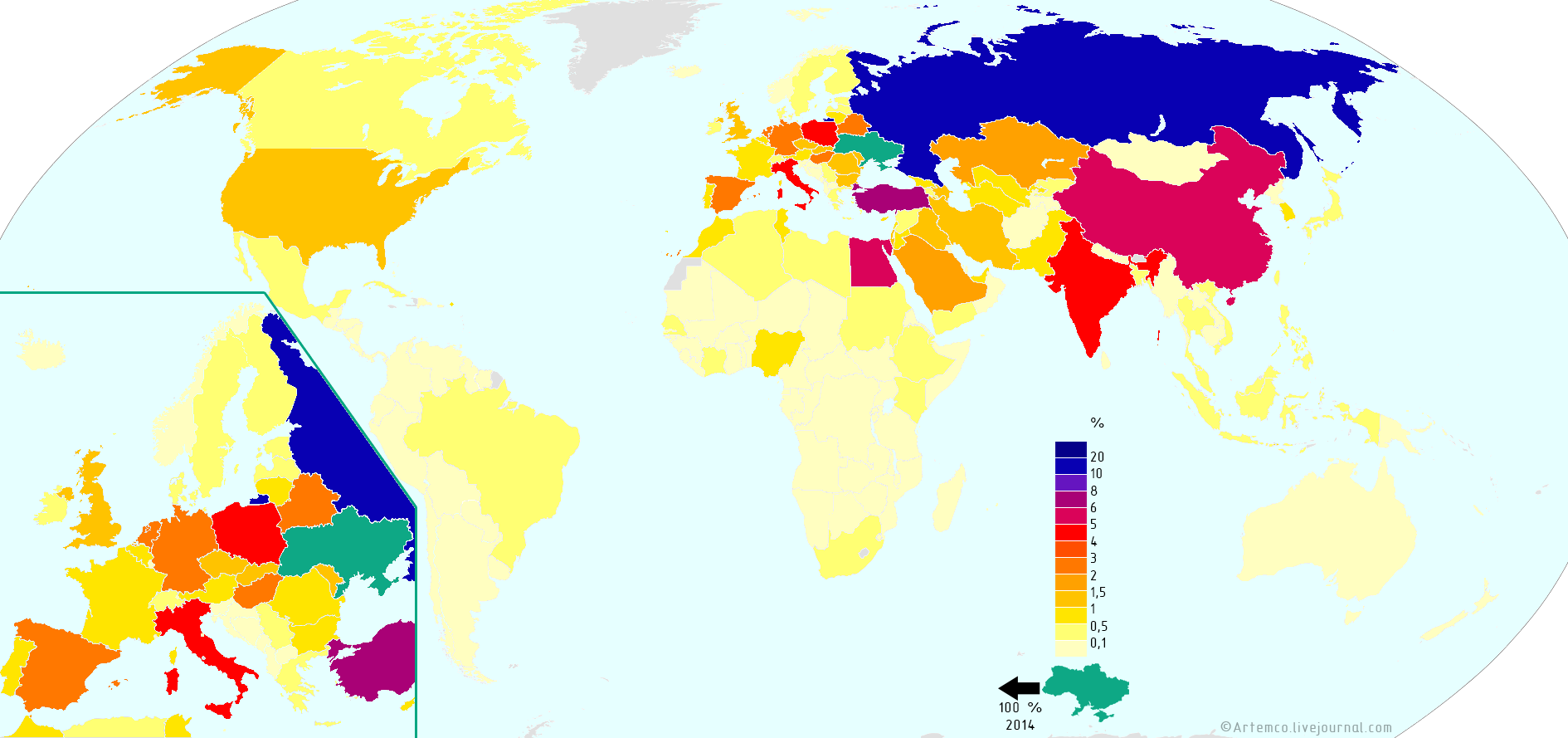
структура експорту за країнами, 2014

географічна структура імпорту 1998—2015

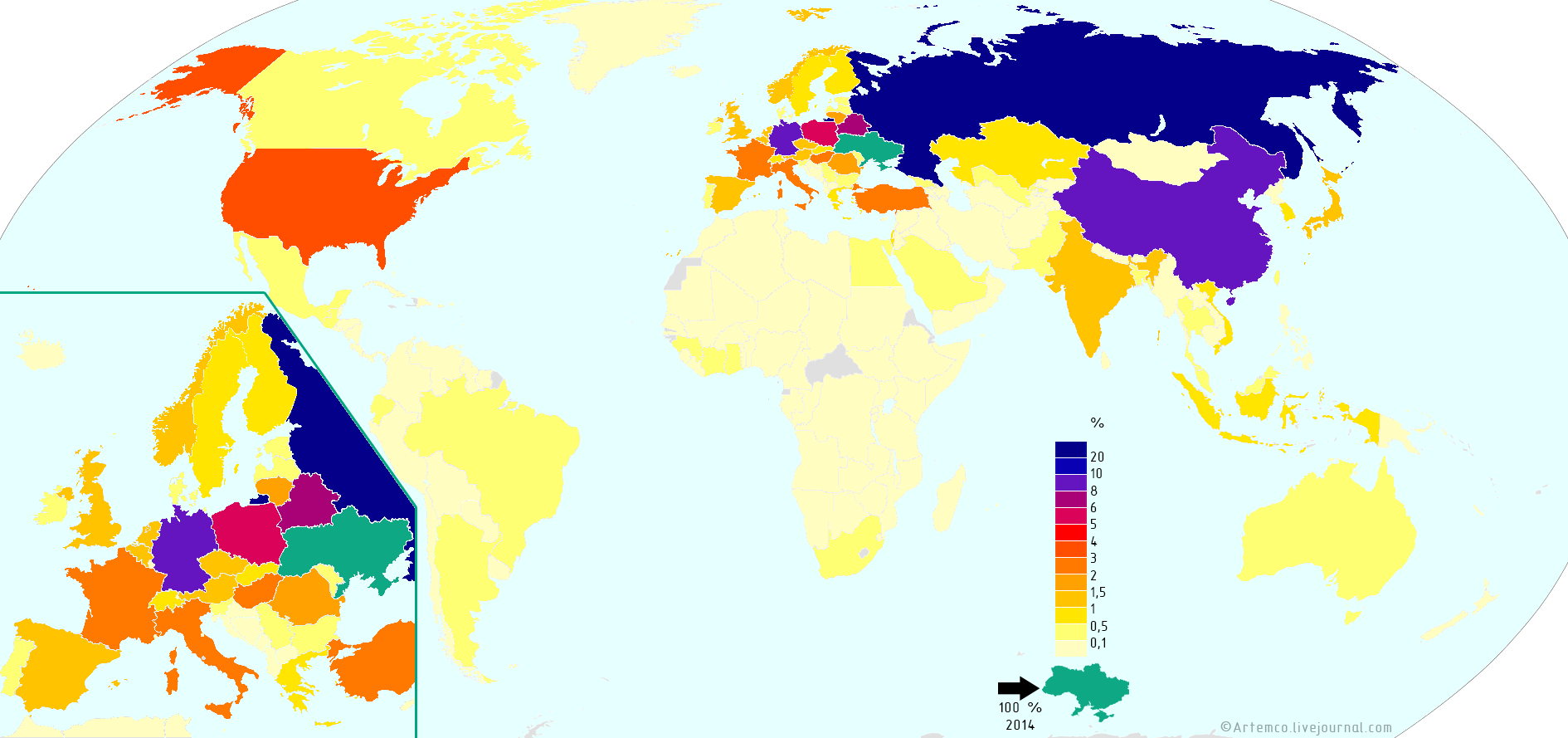
структура імпорту за країнами, 2014

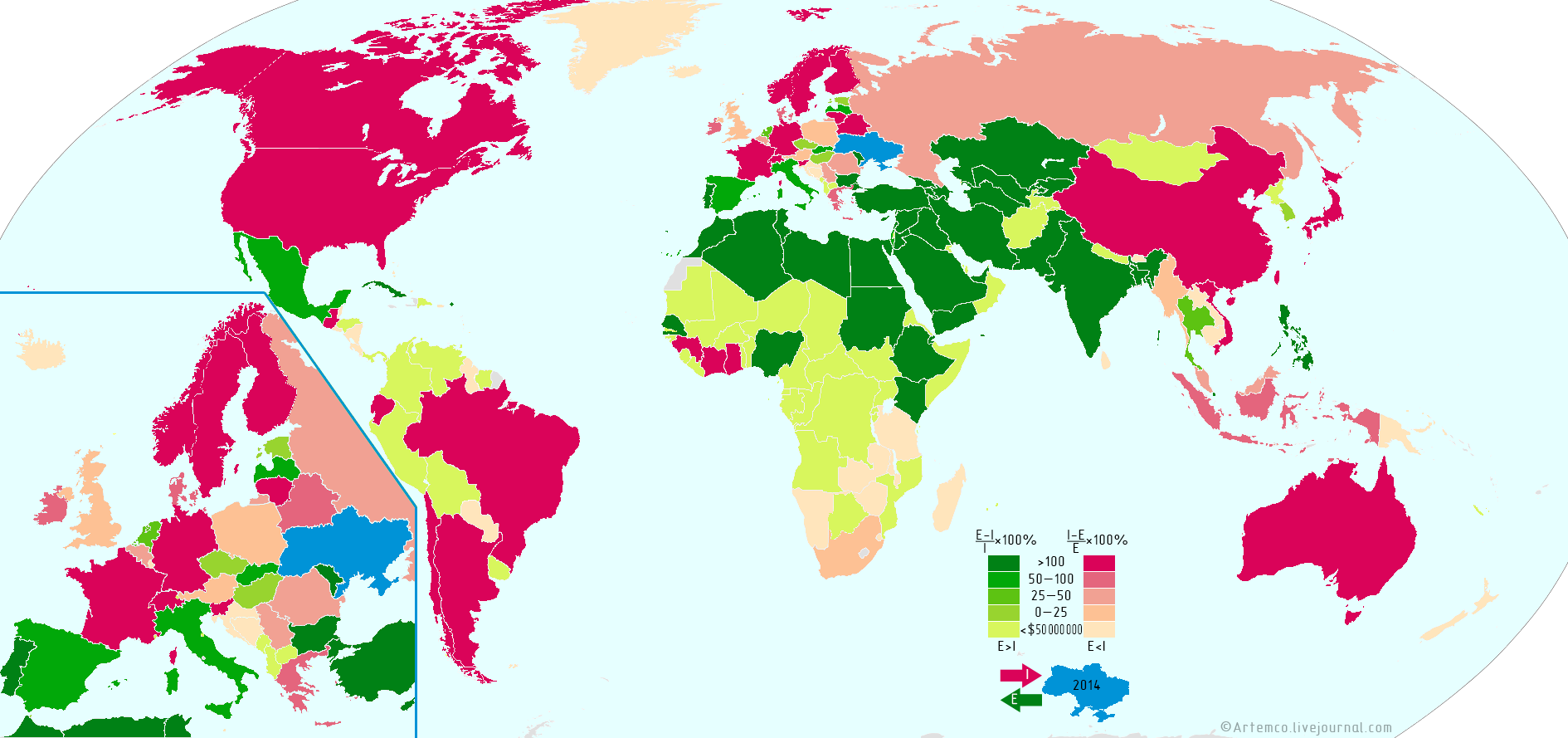
сальдо за країнами, 2014

### Основні торговельні партнери
| Основні товарні торговельні партнери  | 2013   | 2013                   |
| Основні товарні торговельні партнери  | $, млн | частка у заг. обсязі % |
| ------------------------------------- | ------ | ---------------------- |
| експорт                               |        |                        |
| Росія                                 | 4830   | 12,7                   |
| Туреччина                             | 2772   | 7,3                    |
| КНР                                   | 2415   | 6,3                    |
| Єгипет                                | 2081   | 5,4                    |
| Італія                                | 1980   | 5,2                    |
| Польща                                | 1977   | 5,2                    |
| Індія                                 | 1444   | 3,8                    |
| Німеччина                             | 1329   | 3,4                    |
| Іспанія                               | 1044   | 2,7                    |
| Угорщина                              | 910    | 2,4                    |
| Всього                                | 38135  | 100                    |
| імпорт                                |        |                        |
| Росія                                 | 7485   | 20,0                   |
| Німеччина                             | 3900   | 10,4                   |
| КНР                                   | 3782   | 10,1                   |
| Білорусь                              | 2449   | 6,5                    |
| Польща                                | 2325   | 6,2                    |
| Угорщина                              | 1555   | 4,1                    |
| США                                   | 1480   | 3,9                    |
| Італія                                | 976    | 2,6                    |
| Франція                               | 892    | 2,4                    |
| Туреччина                             | 851    | 2,3                    |
| Всього                                | 37502  | 100                    |
| зовнішньоторговельний оборот товарами |        |                        |
| Росія                                 | 12315  | 16,3                   |
| КНР                                   | 6197   | 8,2                    |
| Німеччина                             | 5229   | 6,7                    |
| Польща                                | 4302   | 5,7                    |
| Туреччина                             | 3623   | 4,8                    |
| Білорусь                              | 3320   | 4,4                    |
| Італія                                | 2956   | 3,9                    |
| Угорщина                              | 2464   | 3,3                    |
| Єгипет                                | 2136   | 2,8                    |
| США                                   | 1962   | 2,6                    |
| Всього                                | 75637  | 100                    |

Зовнішня торгівля товарами з основними партнерами України, у млн $ США
|                     | Експорт | Експорт | Експорт | Імпорт | Імпорт | Імпорт |
| ------------------- | ------- | ------- | ------- | ------ | ------ | ------ |
|                     | 1995    | 2000    | 2004    | 1995   | 2000   | 2004   |
| Всього:             | 1 56    | 1 57    | 32 666  | 133    | 13 956 | 28 997 |
| країни кол. СРСР    | 6 21    | 4 80    | 9 681   | 732    | 8 265  | 152    |
| у тому числі Росія  | 5 02    | 351     | 5 886   | 5 82   | 5 825  | 101    |
| Білорусь            | 42      | 27      | 551     | 28     | 602    | 109    |
| Казахстан           | 57      | 77      | 623     | 57     | 413    | 39     |
| Молдова             | 13      | 17      | 660     | 39     | 35     | 67     |
| Туркменістан        | 22      | 14      | 225     | 83     | 946    | 217    |
| інші країни світу   | 5 35    | 977     | 22 985  | 401    | 5 091  | 147    |
| в тому числі Італія | 17      | 63      | 1620    | 10     | 346    | 88     |
| Німеччина           | 47      | 74      | 1891    | 60     | 1134   | 277    |
| Польща              | 13      | 41      | 980     | 23     | 313    | 198    |
| Угорщина            | 17      | 32      | 808     | 11     | 165    | 47     |
| Китай               | 39      | 62      | 829     | 35     | 132    | 74     |
| Туреччина           | 19      | 86      | 1869    | 22     | 160    | 37     |
| США                 | 55      | 72      | 1507    | 29     | 360    | 57     |

### Динаміка

#### Експорт товарів
Динаміка географічної структури експорту товарів з України у 2002–2013 рр., млн $.
|                     | 2002   |         | 2003   |          | 2004   |         | 2005   |         | 2006   |         | 2007   |          | 2008   |         | 2009   |         | 2010   |         | 2011    |         | 2012   |         | 2013 І пврч |
| ------------------- | ------ | ------- | ------ | -------- | ------ | ------- | ------ | ------- | ------ | ------- | ------ | -------- | ------ | ------- | ------ | ------- | ------ | ------- | ------- | ------- | ------ | ------- | ----------- |
| СНД                 | 4 377  | + 38,2% | 6 048  | + 41,5%  | 8 559  | + 25,5% | 10 740 | + 17,9% | 12 666 | + 47,0% | 18 615 | + 27,9%  | 23 809 | ‒ 43,4% | 13 474 | + 39,1% | 18 744 | + 39,7% | 26 177  | ‒ 3,3%  | 25 303 | ‒ 10,8% | 11 049      |
| Європа              | 6 516  | + 40,5% | 9 156  | + 28,5%  | 11 764 | ‒ 7,4%  | 10 893 | + 15,9% | 12 629 | + 17,0% | 14 774 | + 33,6%  | 19 733 | ‒ 48,0% | 10 270 | + 34,8% | 13 839 | + 33,3% | 18 442  | ‒ 5,5%  | 17 424 | + 2,1%  | 8 482       |
| Азія                | 5 068  | + 6,6%  | 5 401  | + 48,8%  | 8 035  | + 4,6%  | 8 403  | ‒ 3,2%  | 8 135  | + 27,4% | 10 364 | + 47,0%  | 15 231 | ‒ 20,3% | 12 132 | + 13,1% | 13 722 | + 29,3% | 17 7388 | ‒ 0,3%  | 17 677 | ‒ 13,1% | 7 909       |
| Африка              | 1 055  | + 18,5% | 1 250  | + 40,6%  | 1 758  | + 36,8% | 2 406  | ‒ 1,3%  | 2 374  | + 17,6% | 2 792  | + 39,8%  | 3 902  | ‒ 32,6% | 2 629  | + 14,8% | 3 019  | + 10,8% | 3 344   | + 68,6% | 5 638  | ‒ 22,3% | 2 036       |
| Америка             | 937    | + 30,2% | 1 219  | + 108,7% | 2 545  | ‒ 28,0% | 1 831  | + 38,9% | 2 544  | + 5,6%  | 2 686  | + 54,3%  | 4 144  | ‒ 72,9% | 1 124  | + 78,3% | 2 005  | + 27,3% | 2 552   | + 2,2%  | 2 607  | + 2,7%  | 1 213       |
| Австралія і Океанія | 4,1    | + 14,8% | 4,7    | + 148,0% | 11,7   | + 17,6% | 13,7   | + 30,6% | 17,9   | ‒ 12,4% | 15,7   | + 307,3% | 64,0   | ‒ 66,2% | 21,6   | + 31,4% | 28,4   | + 4,9%  | 29,8    | + 71,0% | 50,9   | + 12,5% | 21,1        |
| Всього              | 17 957 | + 28,5% | 23 080 | + 41,6%  | 32 672 | + 4,9%  | 34 286 | + 11,9% | 38 365 | + 28,4% | 49 248 | + 35,8%  | 66 884 | ‒ 40,7% | 39 650 | + 29,5% | 51 358 | + 33,0% | 68 284  | + 0,6%  | 68 700 | ‒ 8,7%  | 30 711      |

Динаміка питомої ваги регіонів світу у географічній структурі експорту товарів з України у 2002–2013 рр.
|                     | 2010   |         | 2011   |        | 2012   |        | 2013   |
| ------------------- | ------ | ------- | ------ | ------ | ------ | ------ | ------ |
| СНД                 | 36,5%  | ▲       | 38,3%  | ▼      | 36,8%  | ▼      | 34,8%  |
| Європа              | 26,9%  | ▲       | 27,0%  | ▼      | 25,4%  | ▲      | 27,0%  |
| Азія                | 26,7%  | ▼       | 26,0%  | ▼      | 25,7%  | ▲      | 26,6%  |
| Африка              | 5,9%   | ▼       | 4,9%   | ▲      | 8,2%   | ▼      | 8,1%   |
| Америка             | 3,9%   | ▼       | 3,7%   | ▲      | 3,8%   | ▼      | 3,4%   |
| Австралія і Океанія | 0,06%  | ▼       | 0,04%  | ▲      | 0,06%  | ▼      | 0,07%  |
| Експорт, млн $.     | 51 358 | + 33,0% | 68 284 | + 0,6% | 68 700 | ‒ 8,0% | 63 312 |

#### Імпорт товарів
Динаміка географічної структури імпорту товарів до України у 2002–2013 рр., млн $.

Динаміка питомої ваги регіонів світу у географічній структурі імпорту товарів до України у 2002–2013 рр.
|                     | 2002   |         | 2003   |         | 2004   |         | 2005   |         | 2006   |         | 2007   |         | 2008   |         | 2009   |         | 2010   |         | 2011   |        | 2012   |        | 2013   |
| ------------------- | ------ | ------- | ------ | ------- | ------ | ------- | ------ | ------- | ------ | ------- | ------ | ------- | ------ | ------- | ------ | ------- | ------ | ------- | ------ | ------ | ------ | ------ | ------ |
| СНД                 | 52,8%  | ▼       | 50,0%  | ▲       | 51,3%  | ▼       | 47,1%  | ▼       | 44,8%  | ▼       | 42,2%  | ▼       | 39,2%  | ▲       | 43,3%  | ▲       | 44,0%  | ▲       | 45,0%  | ▼      | 40,7%  | ▼      | 36,3%  |
| Європа              | 33,9%  | ▲       | 35,5%  | ▼       | 34,5%  | ▲       | 35,1%  | ▲       | 37,3%  | ▲       | 38,0%  | ▼       | 35,6%  | ▲       | 35,7%  | ▼       | 32,9%  | ▼       | 32,8%  | ▼      | 32,6%  | ▲      | 37,1%  |
| Азія                | 6,9%   | ▲       | 8,6%   | ▲       | 8,9%   | ▲       | 12,9%  | ▲       | 13,5%  | ▲       | 14,7%  | ▲       | 17,9%  | ▼       | 14,4%  | ▲       | 16,5%  | ▼       | 16,1%  | ▲      | 20,2%  | ▼      | 19,8%  |
| Африка              | 1,0%   | ▲       | 1,1%   | ▼       | 1,0%   | ▲       | 1,2%   | ▼       | 0,9%   | ▲       | 1,1%   | ▲       | 1,8%   | ▼       | 1,4%   | ▲       | 1,4%   | ▼       | 1,1%   | ▼      | 1,0%   | ▬      | 1,0%   |
| Америка             | 5,0%   | ▼       | 4,7%   | ▼       | 4,1%   | ▼       | 3,5%   | ▼       | 3,3%   | ▲       | 3,7%   | ▲       | 4,9%   | ▼       | 4,8%   | ▼       | 4,7%   | ▼       | 4,7%   | ▲      | 5,3%   | ▲      | 5,6%   |
| Австралія і Океанія | 0,30%  | ▼       | 0,23%  | ▼       | 0,20%  | ▲       | 0,29%  | ▼       | 0,22%  | ▼       | 0,21%  | ▲       | 0,50%  | ▼       | 0,33%  | ▲       | 0,43%  | ▼       | 0,23%  | ▼      | 0,23%  | ▼      | 0,12%  |
| Імпорт, млн $.      | 16 976 | + 35,6% | 23 020 | + 26,0% | 28 996 | + 24,6% | 36 141 | + 24,6% | 45 034 | + 34,7% | 60 668 | + 41,0% | 85 534 | ‒ 46,9% | 45 432 | + 33,7% | 60 738 | + 36,0% | 82 607 | + 2,5% | 84 641 | ‒ 9,1% | 76 964 |

#### Сальдо торгівлі товарами
Динаміка сальдо зовнішньої торгівлі товарами у географічному розрізі у 2002–2019 рр., млн $.
|                     | 2002    |   | 2003    |   | 2004    |   | 2005    |   | 2006    |   | 2007     |   | 2008     |   | 2009    |   | 2010    |   | 2011     |   | 2012     |
| ------------------- | ------- | - | ------- | - | ------- | - | ------- | - | ------- | - | -------- | - | -------- | - | ------- | - | ------- | - | -------- | - | -------- |
| СНД                 | ‒ 4 591 | ▼ | ‒ 5 460 | ▼ | ‒ 6 315 | ▲ | ‒ 6 291 | ▼ | ‒ 7 519 | ▲ | ‒ 7 014  | ▼ | ‒ 9 760  | ▲ | ‒ 6 219 | ▼ | ‒ 7 953 | ▼ | ‒ 11 035 | ▲ | ‒ 9 150  |
| Європа              | + 765   | ▲ | + 990   | ▲ | + 1 770 | ▼ | ‒ 1 777 | ▼ | ‒ 4 171 | ▼ | ‒ 8 274  | ▼ | ‒ 10 744 | ▲ | ‒ 5 964 | ▼ | ‒ 6 163 | ▼ | ‒ 8 623  | ▼ | ‒ 10 132 |
| Азія                | + 3 896 | ▼ | + 3 430 | ▲ | + 5 444 | ▼ | + 3 759 | ▼ | + 2 064 | ▼ | + 1 423  | ▼ | ‒ 75,1   | ▲ | + 5 591 | ▼ | + 3 699 | ▲ | + 4 458  | ▼ | + 544    |
| Африка              | + 878   | ▲ | + 1 002 | ▲ | + 1 481 | ▲ | + 1 979 | ▼ | + 1 961 | ▲ | + 2 119  | ▲ | + 2 343  | ▼ | + 2 011 | ▲ | + 2 144 | ▲ | + 2 404  | ▲ | + 4 787  |
| Америка             | + 80,2  | ▲ | + 147   | ▲ | + 1 342 | ▼ | + 566   | ▲ | + 1 079 | ▼ | + 438    | ▼ | ‒ 46,6   | ▼ | ‒ 1 074 | ▲ | ‒ 874   | ▼ | ‒ 1 362  | ▼ | ‒ 1 846  |
| Австралія і Океанія | ‒ 47,4  | ▼ | ‒ 48,7  | ▲ | ‒ 45,8  | ▼ | ‒ 90,2  | ▲ | ‒ 81,6  | ▼ | ‒ 113    | ▼ | ‒ 368    | ▲ | ‒ 128   | ▼ | ‒ 233   | ▲ | ‒ 164    | ▲ | ‒ 145    |
| Всього              | + 981   | ▼ | + 59,9  | ▲ | + 3 677 | ▼ | ‒ 1 854 | ▼ | ‒ 6 669 | ▼ | ‒ 11 420 | ▼ | ‒ 18 650 | ▲ | ‒ 5 782 | ▼ | ‒ 9 380 | ▼ | ‒ 14 323 | ▼ | ‒ 15 942 |

| СНД                 | ▲ | – 5 868  | ▲ | – 2 060 | ▼ | – 2 338 | ▲ | – 2 209 | ▼ | – 4 223 | ▼ | – 5 838 |
| Європа              | ▼ | – 11 494 | ▲ | – 5 029 | ▲ | – 3 374 | ▼ | – 4 830 | ▼ | – 4 969 | ▲ | – 4 711 |
| Азія                | ▲ | + 1 580  | ▲ | + 2 674 | ▲ | + 4 758 | ▼ | + 2 519 | ▼ | + 1 890 | ▼ | – 623   |
| Африка              | ▼ | + 4 350  | ▲ | + 4 419 | ▼ | + 3 201 | ▲ | + 3 306 | ▲ | + 3 326 | ▲ | + 3 369 |
| Америка             | ▼ | – 2 176  | ▲ | – 1 648 | ▲ | – 1 549 | ▼ | – 1 857 | ▼ | – 2 394 | ▼ | – 2 482 |
| Австралія і Океанія | ▲ | ‒ 54     | ▼ | ‒ 162   | ▲ | ‒ 157   | ▲ | ‒ 105   | ▲ | ‒ 80    | ▲ | ‒ 21    |
| Всього              | ▲ | – 13 652 | ▲ | – 527   | ▲ | + 611   | ▼ | – 2 888 | ▼ | – 6 342 | ▼ | – 9 801 |

## Обсяги торгівлі з окремими країнами
Росія
Обсяг взаємної торгівлі товарами і послугами між Україною та Росією у 2010 році збільшився на $15,3 мільярдів або в 1,6 раза і склав майже $41,5 мільярдів. Зростання товарообороту відбувається в основному за рахунок зростання вартості імпорту російських енергетичних товарів — газу, нафти та продуктів її перегонки. Імпорт мінералів України з Росії в загальному товарообігу двох держав сягає близько 40 відсотків.
З 2014 року експорт товарів до РФ впав більше ніж у 4 рази. В 2013 році експорт до Росії складав 15 млрд дол, проти 3,6 млрд дол в 2018 році. Падіння експорту товарів до Росії продовжилося та становило в I кварталі 2019 11%.
Імпорт російських товарів теж зменшується.
В 2013 році імпорт товарів з РФ складав 23,2 млрд дол, за 5 років він впав на 66% та становив в 2018 році 8 млрд дол. Падіння імпорту товарів з Росії продовжилося та становило в I кварталі 2019 7%.
Союз незалежних держав
В СНД Україна експортувала за I квартал 2019 товарів на 1,5 млрд дол, що на 6% нижче ніж за I квартал 2018 року.
Європейський Союз
В I кварталі 2019 року у країни Євросоюзу Україна експортувала товарів на 5,7 млрд. доларів, що на 5% більше, ніж у аналогічний період 2018 року.
Експорт товарів до країн ЄС за 12 місяців 2018 року зріс на 15% до 20,153 млрд доларів, що є рекордним показником. Останній найбільший показник був зафіксований в 2008 році, тоді експорт до країн ЄС за рік склав 18,1 мільярда доларів.
Треба також враховувати, що в 2008 році врахований експорт з підприємств, які станом на 2019 рік перебувають на окупованих територіях в АР Крим та на території проведення ООС.
Польща
У першому кварталі 2019 року Польща стала найбільшим серед інших країн світу імпортером українських товарів, обійшовши Російську Федерацію. За цей період Україна експортувала до Польщі товарів на 818 млн. доларів, в РФ — на 759 млн. доларів.
Інші
В першому кварталі 2019 року на третьому місці Єгипет — 652 млн. доларів, на четвертому Китай — 640 млн. доларів. П'ятірку топ-імпортерів українських товарів замикає Туреччина — 638 млн. доларів. Всього за I квартал 2019 українські компанії експортували товарів на 12,3 млрд. доларів, що на 7% більше, ніж за I квартал 2018 року.

## Цікаво
- Встановлено, що ще у ХІІ ст. Київська Русь торгувала з Гренландією, з якої до Києва надходила моржова кістка[13]